# 信息可视化
信息可视化（英語：Information visualization，infovis）是对抽象数据进行（交互式的）可视化表示以增强人类感知的研究。抽象数据包括数值和非数值数据，如文本和地理信息。然而，信息可视化不同于科学可视化：“信息可视化侧重于选取的空间表征，而科学可视化注重于给定的空间表征”。

## 概述

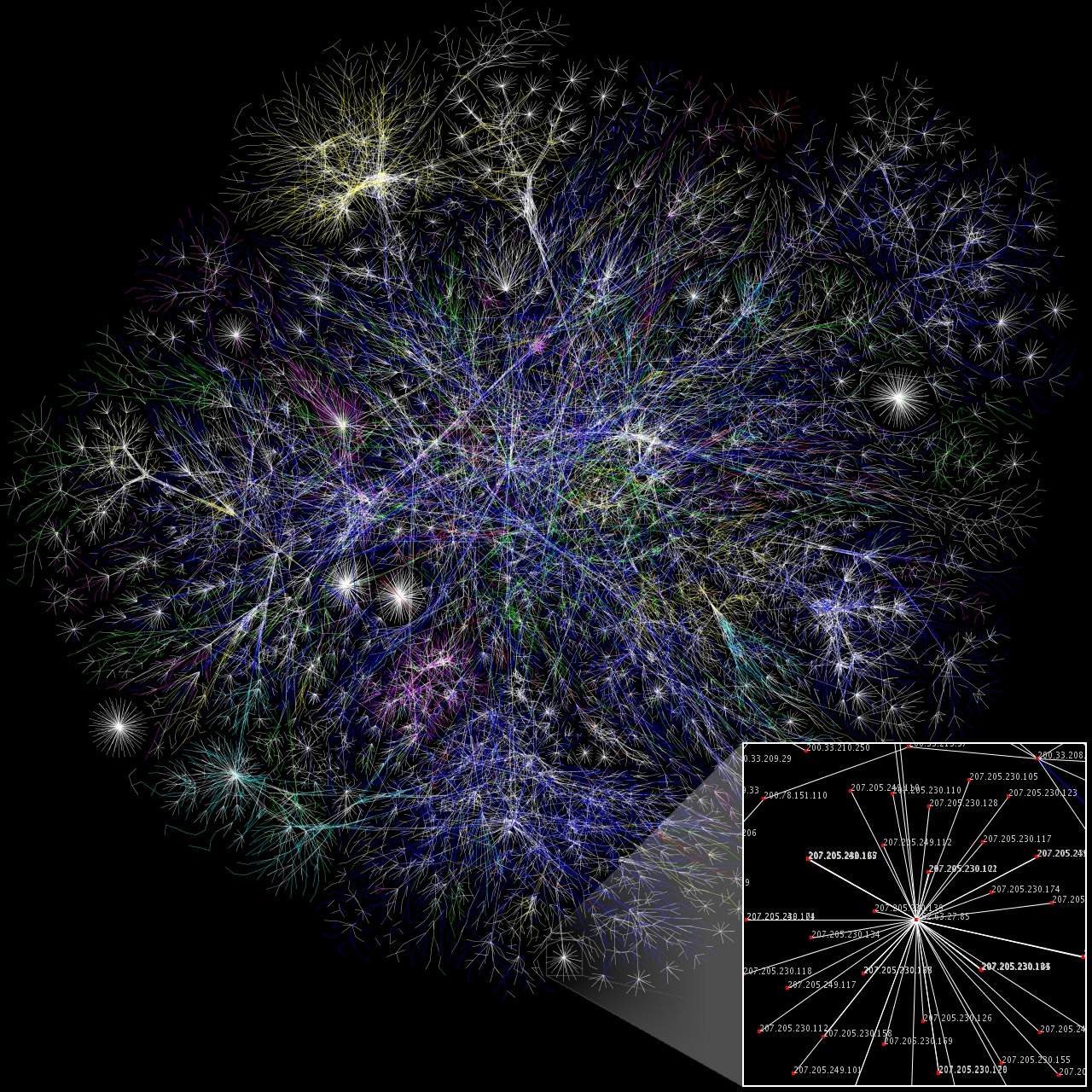
2005年初因特网的部分映射，每条线表示两个IP地址以及两个节点之间的延迟。

信息可视化这个领域起源于人机交互、计算机科学、图形、传媒设计、心理学和商业方法领域的研究。它被越来越多地用作科学研究、數位圖書館、数据挖掘、金融数据分析、市场研究、制造业生产管理和药物发现中的重要组成部分。
信息可视化认为可视化和交互技术可以借助人眼通往大脑的宽频带通道来让使用者同时目睹、探索并理解大量的信息。信息可视化致力于创建那些以直观方式传达抽象信息的手段和方法。
数据分析是工业应用研究和解决问题中不可或缺的一部分。最基本的数据分析方法有可视化（直方图、散点图、表面图、树状图、平行坐标图等）、统计学（假設檢定、迴歸分析、PCA等）、数据挖掘（关联挖掘等）以及机器学习方法（聚类分析、分类、决策树等）。在这些方法中，信息可视化，或可视化数据分析，是人类分析师的认知能力最仰仗的，可以发现那些只是被人类的想象和创造力所限制的非结构化的“可操作的见解”（actionable insights）。分析师无需学习任何复杂的方法来解释数据是如何可视化的。信息可视化也是一种假设生成方案，通常后续会进行更多分析或形式化的分析，如统计假设检验。

## 歷史
现代可视化的研究始于计算机图形学，计算机图形学从一开始就用于研究科学问题。然而，其早期图像处理能力的缺乏往往限制了它的实用性。最近对可视化的重视起始于1987年《科学计算》的计算机图形可视化研究特刊。从那时起，有过几次会议和研讨会，由IEEE计算机学会和ACM SIGGRAPH共同主办。他们一直致力于數據可視化，信息可视化和科学可视化等一般性议题，以及更具体的领域，如体视化。

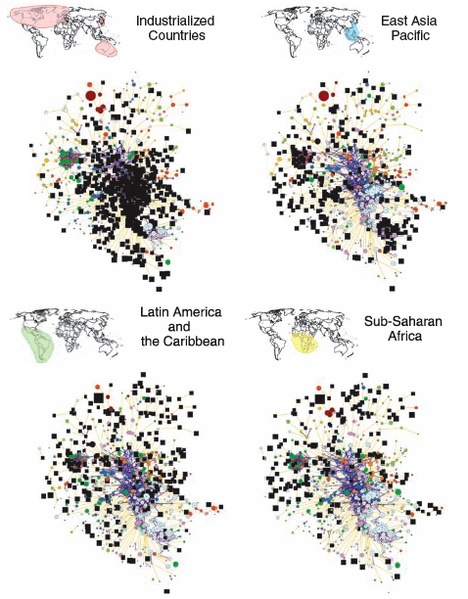
产品空间，意在展现一个特定的经济体的经济复杂性

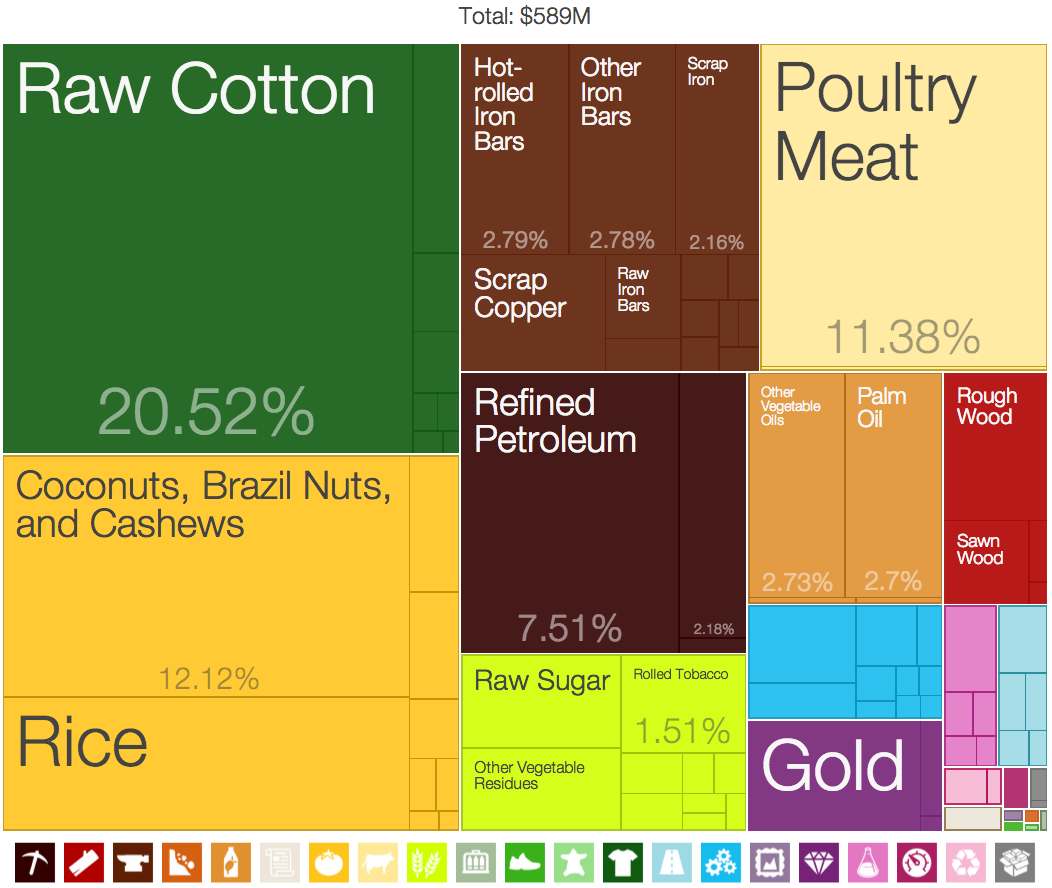
以产品分类的贝宁出口额树状图（2009）。产品出口树图是这一种可视化的最新应用，由哈佛-MIT经济复杂性研究中心开发

1786年，威廉·普莱费尔，发表了第一个演示图形。

## 具体的技术与方法
- 分支图（系统发育）
- 树枝状图（英语：Dendrogram）（分类）
- 信息可视化参考模型（英语：Information visualization reference model）
- 图形绘制（英语：Graph drawing）
- 热图
- 双曲树
- 多维标度
- 平行座標
- 问题求解环境（英语：Problem Solving Environment）
- 矩形式树状结构绘图法

## 应用
信息可视化的见解被应用在的领域如：
- 科学研究
- 數位圖書館
- 数据挖掘
- 信息图形
- 金融数据分析
- 市场研究
- 制造生产控制
- 罪行绘图

## 组织机构
组织机构
- 国际图形绘制专题研讨会（英语：International Symposium on Graph Drawing）
- Panopticon软件（英语：Panopticon Software）
- 普度信息可视化工具和技术 (PIVOT Lab)
- 马里兰大学人机交互实验室（英语：University of Maryland Human-Computer Interaction Lab）
- Vvi（英语：VVI (company)）

## 延伸阅读

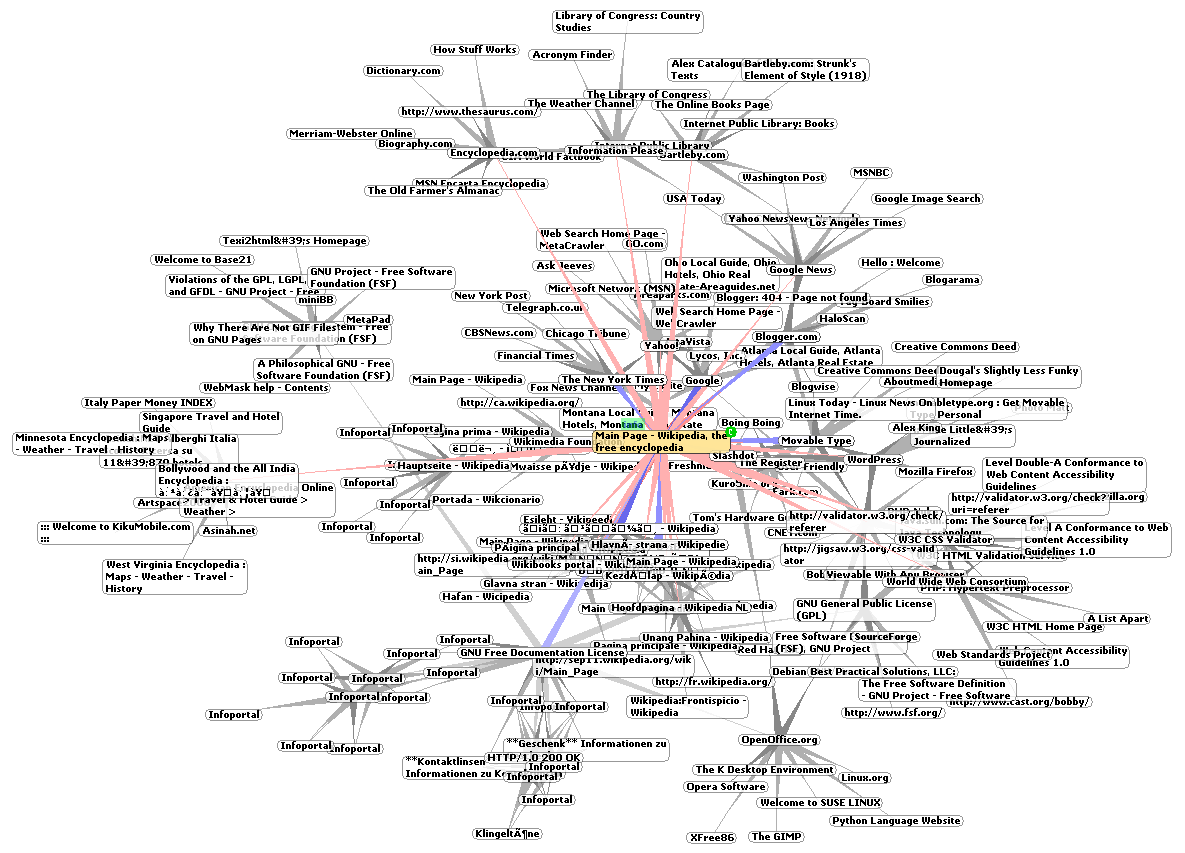
万维网的一小部分的图示，显示超連結

- Ben Bederson（英语：Ben Bederson） and Ben Shneiderman（英语：Ben Shneiderman） (2003). The Craft of Information Visualization: Readings and Reflections （页面存档备份，存于）. Morgan Kaufmann.
- Stuart K. Card（英语：Stuart K. Card）, Jock D. Mackinlay（英语：Jock D. Mackinlay） and Ben Shneiderman（英语：Ben Shneiderman） (1999). Readings in Information Visualization: Using Vision to Think （页面存档备份，存于）, Morgan Kaufmann Publishers.
- Jeffrey Heer, Stuart K. Card（英语：Stuart K. Card）, James Landay (2005). "Prefuse: a toolkit for interactive information visualization"（页面存档备份，存于）. In: ACM Human Factors in Computing Systems CHI 2005.
- Andreas Kerren, John T. Stasko, Jean-Daniel Fekete（英语：Jean-Daniel Fekete）, and Chris North (2008). Information Visualization – Human-Centered Issues and Perspectives （页面存档备份，存于）. Volume 4950 of LNCS State-of-the-Art Survey, Springer.
- Riccardo Mazza (2009). Introduction to Information Visualization （页面存档备份，存于）, Springer.
- Robert Spence (engineer)（英语：Robert Spence (engineer)） Information Visualization: Design for Interaction (2nd Edition), Prentice Hall, 2007, ISBN 0-13-206550-9.
- Colin Ware (2000). Information Visualization: Perception for design（页面存档备份，存于）. San Francisco, CA: Morgan Kaufmann.
- Paolo Ciuccarelli, Giorgia Lupi, Luca Simeone (2014) Visualizing the Data City: Social Media as a Source of Knowledge for Urban Planning and Management"' （页面存档备份，存于）, Springer
- Kawa Nazemi (2014). Adaptive Semantics Visualization（页面存档备份，存于） Eurographics Association.